# 科洛尔格
科洛尔格（法語：Collorgues，法語發音：[kɔlɔʁɡ]）是法国加尔省的一个市镇，属于尼姆区。

## 地理
科洛尔格（44°0'17"N, 4°17'29"E）面积9.27 平方千米，位于法国奧克西塔尼大區加尔省，该省份为法国南部沿海省份，南端濒地中海，北起顺时针与阿尔代什省、沃克吕兹省、罗讷河口省、埃罗省、阿韦龙省和洛泽尔省接壤。
与科洛尔格接壤的市镇（或旧市镇、城区）包括：欧比萨尔格、巴龙、卡斯泰尔诺-瓦朗斯、富瓦萨克、加里格-圣厄拉利、圣代泽里、圣莫里斯-德卡兹维埃耶、塞尔维耶和拉博姆。

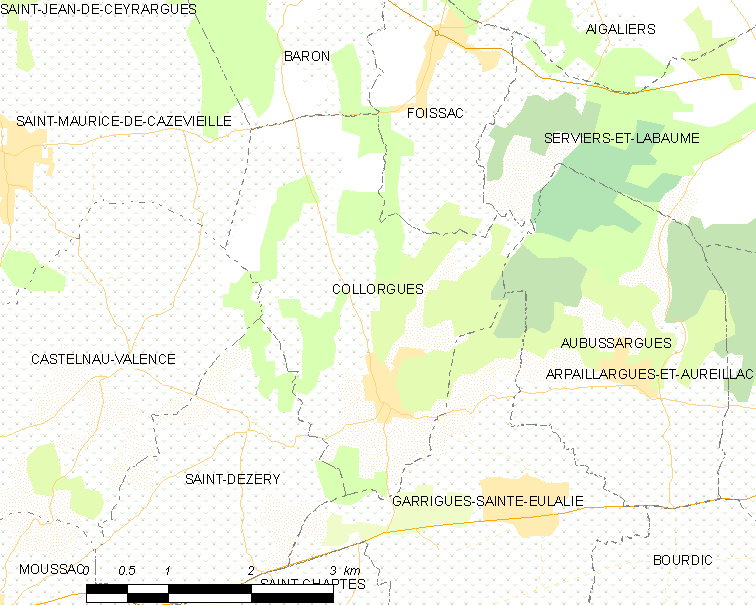
科洛尔格的OSM定位图

科洛尔格的时区为UTC+01:00、UTC+02:00（夏令时）。

## 行政
科洛尔格的邮政编码为30190，INSEE市镇编码为30086。

## 政治
科洛尔格所属的省级选区为于泽斯县。

## 人口

1962-2008年间科洛尔格人口变化图示

科洛尔格于2022年1月1日时的人口数量为670人。